# Campeonato Sudamericano de Gimnasia
La Confederación Sudamericana de Gimnasia (CONSUGI) organiza los Campeonatos Sudamericanos de Gimnasia en diferentes disciplinas de gimnasia: gimnasia artística, gimnasia rítmica, gimnasia en trampolín y tumbling, así como gimnasia aeróbica. Hasta la fecha, no se han disputado campeonatos en gimnasia acrobática.

## Eventos de élite

### Gimnasia artística
| Año  | Edición | Evento                                                | Ubicación     | Ref.  |
| ---- | ------- | ----------------------------------------------------- | ------------- | ----- |
| 2007 | VIII    | Campeonato Sudamericano de Gimnasia Artística de 2007 | Villavicencio | [ 2 ] |
| 2009 | IX      | Campeonato Sudamericano de Gimnasia Artística de 2009 | Sogamoso      | [ 3 ] |
| 2011 | X       | Campeonato Sudamericano de Gimnasia Artística de 2011 | Santiago      | [ 4 ] |
| 2012 | XI      | Campeonato Sudamericano de Gimnasia Artística de 2012 | Rosario       | [ 5 ] |
| 2013 | XII     | Campeonato Sudamericano de Gimnasia Artística de 2013 | Santiago      | [ 6 ] |
| 2014 | XIII    | Campeonato Sudamericano de Gimnasia Artística de 2014 | Cochabamba    | [ 7 ] |
| 2015 | XIV     | Campeonato Sudamericano de Gimnasia Artística de 2015 | Cali          | [ 8 ] |
| 2016 | XV      | Campeonato Sudamericano de Gimnasia Artística de 2016 | Lima          | [ 9 ] |

### Gimnasia rítmica
| Año  | Evento                                              | Ubicación     | Ref.   |
| ---- | --------------------------------------------------- | ------------- | ------ |
| 2007 | Campeonato Sudamericano de Gimnasia Rítmica de 2007 | San Cristóbal |        |
| 2008 | Campeonato Sudamericano de Gimnasia Rítmica de 2008 | Loja          |        |
| 2009 | Campeonato Sudamericano de Gimnasia Rítmica de 2009 | Guayaquil     | [ 10 ] |
| 2010 | Campeonato Sudamericano de Gimnasia Rítmica de 2010 | Cochabamba    | [ 11 ] |
| 2011 | Campeonato Sudamericano de Gimnasia Rítmica de 2011 | Maracaibo     | [ 12 ] |
| 2012 | Campeonato Sudamericano de Gimnasia Rítmica de 2012 | Cali          | [ 13 ] |
| 2013 | Campeonato Sudamericano de Gimnasia Rítmica de 2013 | Santiago      | [ 14 ] |
| 2014 | Campeonato Sudamericano de Gimnasia Rítmica de 2014 | Cúcuta        | [ 15 ] |
| 2015 | Campeonato Sudamericano de Gimnasia Rítmica de 2015 | Cochabamba    | [ 16 ] |
| 2016 | Campeonato Sudamericano de Gimnasia Rítmica de 2016 | Paipa         | [ 9 ]  |

### Trampolín, DMT y tumbling
| Año  | Edición | Evento                                       | Ubicación  | Ref.   |
| ---- | ------- | -------------------------------------------- | ---------- | ------ |
| 2013 | I       | Campeonato Sudamericano de Trampolín de 2013 | Bogotá     | [ 17 ] |
| 2014 | II      | Campeonato Sudamericano de Trampolín de 2014 | Cochabamba | [ 18 ] |
| 2015 | III     | Campeonato Sudamericano de Trampolín de 2015 | Bogotá     | [ 19 ] |
| 2016 | IV      | Campeonato Sudamericano de Trampolín de 2016 | Bogotá     | [ 9 ]  |
| 2017 | V       | Campeonato Sudamericano de Trampolín de 2017 | Paipa      |        |

### Gimnasia aeróbica
| Año  | Evento                                               | Ubicación | Ref.   |
| ---- | ---------------------------------------------------- | --------- | ------ |
| 2013 | Campeonato Sudamericano de Gimnasia Aeróbica de 2013 | Cali      | [ 20 ] |
| 2014 | Campeonato Sudamericano de Gimnasia Aeróbica de 2014 | Asunción  | [ 21 ] |
| 2015 | Campeonato Sudamericano de Gimnasia Aeróbica de 2015 | Lima      | [ 22 ] |
| 2016 | Campeonato Sudamericano de Gimnasia Aeróbica de 2016 | Bogotá    | [ 23 ] |